# 2. Zusatzartikel zur Verfassung der Vereinigten Staaten
Der 2. Zusatzartikel zur Verfassung der Vereinigten Staaten (englisch Second Amendment to the United States Constitution) verbietet als Teil der Bill of Rights der Bundesregierung, das Recht auf Besitz und Tragen von Waffen einzuschränken. Er wurde mit den anderen ersten neun Zusatzartikeln am 15. Dezember 1791 verabschiedet. Das genaue Ausmaß dieses Verbots ist eine der umstrittensten Fragen im juristischen und politischen Diskurs in den USA.

## Wortlaut
Der Originaltext des seit seinem Beschluss durch den Kongress unveränderten Artikels lautet:

“A well regulated Militia, being necessary to the security of a free State, the right of the people to keep and bear Arms, shall not be infringed.”

„Da eine wohlgeordnete Miliz für die Sicherheit eines freien Staates notwendig ist, darf das Recht des Volkes, Waffen zu besitzen und zu tragen, nicht beeinträchtigt werden.“

Die Mitgliedstaaten und AußenministerThomas Jefferson haben hingegen eine Version ratifiziert, in der die Großschreibung sowie das erste und das letzte Komma fehlen. Die angegebene Übersetzung entspricht eher dieser Version.
Der 2. Verfassungszusatz wird in der vom US-Kongress beschlossenen Gesetzesurkunde als vierter Artikel (“Article the fourth”) aufgeführt.

### Entwürfe
James Madison, der zusammen mit George Mason als Vater der amerikanischen Verfassung gilt, entwarf den Text der Bill of Rights, der am 8. Juni 1789 während der ersten Zusammenkunft des Kongresses präsentiert wurde. Er enthielt folgende Stelle:

“The right of the people to keep and bear arms shall not be infringed; a well armed and well regulated militia being the best security of a free country but no person religiously scrupulous of bearing arms shall be compelled to render military service in person.”

„Das Recht des Volkes, Waffen zu besitzen und tragen, darf nicht beeinträchtigt werden; eine gut bewaffnete und wohlgeordnete Miliz stellt die beste Sicherheit eines freien Landes dar, jedoch darf niemand, der aus religiöser Überzeugung gegen Waffengewalt ist, gezwungen werden, in eigener Person Militärdienst abzuleisten.“

Nach Diskussionen und Änderungen durch das Repräsentantenhaus wurde der Entwurf am 25. August an den Senat übergeben. Die in das Journal des Senates eingetragene Fassung lautete:

“A well regulated militia, composed of the body of the people, being the best security of a free state, the right of the people to keep and bear arms, shall not be infringed, but no one religiously scrupulous of bearing arms shall be compelled to render military service in person.”

„Da eine wohlgeordnete Miliz, durch das Volk selbst gebildet, die beste Sicherung eines freien Staates ist, darf das Recht des Volkes, Waffen zu besitzen und zu tragen nicht beeinträchtigt werden, jedoch darf niemand, der aus religiöser Überzeugung gegen Waffengewalt ist, gezwungen werden, in eigener Person Militärdienst abzuleisten.“

Der Senat verwarf einen Vorschlag, “for the common defence” neben “bear arms” einzufügen. Ebenso wurde der Wortlaut verändert. Die am 9. September dem Repräsentantenhaus übergebene Fassung entsprach – bis auf das fehlende “necessary to” – dem schließlich verabschiedeten Text:

“A well regulated militia being the security of a free state, the right of the people to keep and bear arms shall not be infringed.”

## Einfluss der englischen Bill of Rights von 1689
Man nimmt an, dass bereits im englischen Recht der Besitz und das Tragen von Waffen als ein alteingesessenes Naturrecht angesehen wurden. Die Bill of Rights entstand 1689 nach dem jahrzehntelangen Konflikt zwischen dem englischen Unterhaus und den Königen aus dem Haus Stuart um die Herrschaftsrechte des Monarchen.
Im Kern ging es um die Frage, ob der König allein aus göttlichem Recht herrscht und damit über dem Gesetz steht oder ob auch er eine dem Gesetz unterworfene Amtsperson ist. Das Parlament legte seine Auffassungen bereits 1628 in der Petition of Right und 1641 in der Großen Remonstranz dar und setzte sich im Bürgerkrieg gegen Karl I. durch, der 1649 hingerichtet wurde. 1660 kam es zur Wiederherstellung der Monarchie unter Karl II., der die Rechte des Parlaments weitgehend anerkannte. Aber unter seinem Nachfolger Jakob II. flammte der Konflikt nach 1685 erneut auf. Da Jakob schon vor seiner Thronbesteigung die Konfession gewechselt hatte, wurde mit ihm ein Katholik Oberhaupt der Anglikanischen Kirche, während das Volk überwiegend protestantisch war. Daher verabschiedeten am 13. Februar 1689 beide Kammern des Parlaments zunächst eine Declaration of Rights. Diese Erklärung wurde am 23. Oktober desselben Jahres, nach der Vertreibung Jakobs in der Glorious Revolution, von dem neuen Königspaar Wilhelm III. und Maria II. als Bill of Rights, d. h. als geltendes Recht, anerkannt. Sie garantierte, dass protestantische Bürger vom König nicht ohne die Zustimmung des Parlaments entwaffnet werden konnten und zu ihrer Verteidigung Waffen tragen durften:

“That the subjects which are Protestants may have arms for their defence suitable to their conditions and as allowed by law”

„Dass die Untertanen, die Protestanten sind, Waffen zu ihrer Verteidigung haben dürfen, die ihren Verhältnissen entsprechen und die gesetzlich erlaubt sind“

Das Recht auf Waffenbesitz entstand auf Druck der Whigs. Die Erfahrungen unter den Stuarts hatte ihnen gezeigt, wie verwundbar die englische Freiheit bei einer entwaffneten Bürgerschaft war.
Die historische Verbindung zwischen der englischen Bill of Rights und dem Zweiten Zusatzartikel wurde 1876 durch den Obersten Gerichtshof der Vereinigten Staaten anerkannt. 2008 stellte der Oberste Gerichtshof in District of Columbia v. Heller fest, dass bereits das englische Recht ein individuelles Recht war, das unabhängig vom Dienst in einer Miliz war. Gemeinsam sei ihm und dem zweiten Zusatzartikel, dass beide Normen ein naturrechtlich bestehendes Recht juristisch verankerten und kein neues Recht einführten.

## Einfluss der Verfassungen der einzelnen Staaten

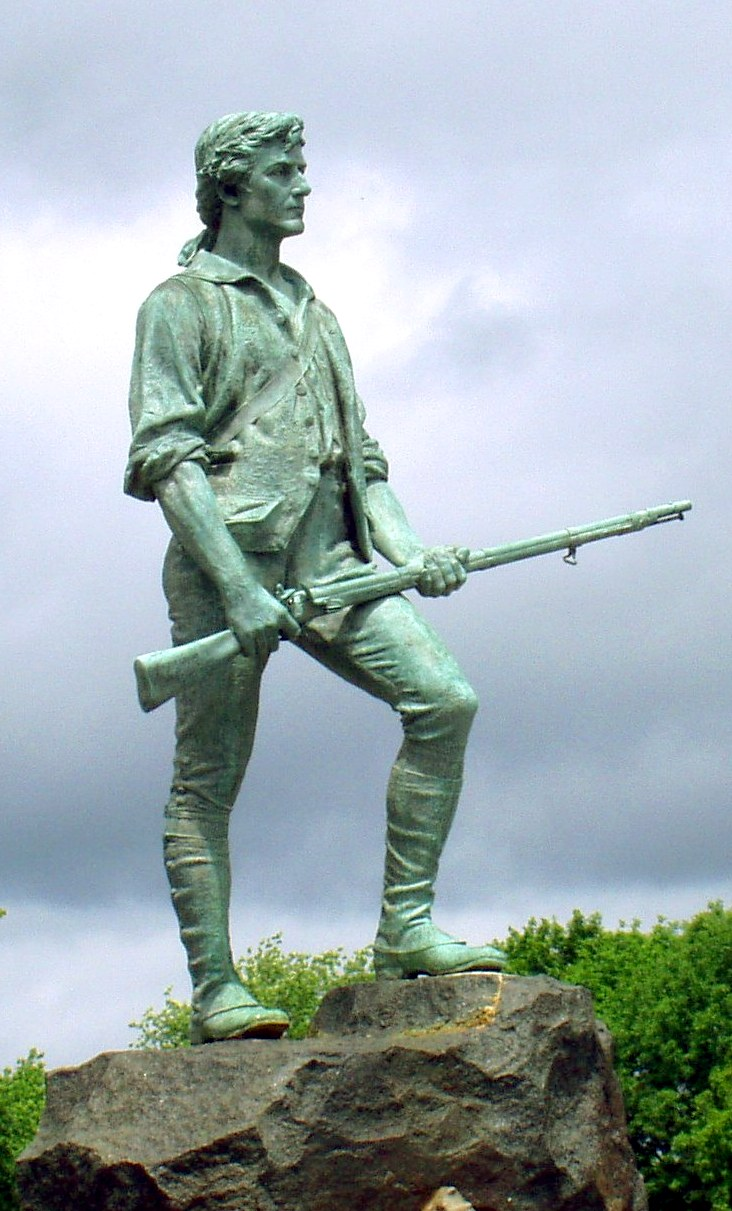
Der Minuteman John Parker aus Lexington

- Virginias Artikel 13 der Virginia Declaration of Rights vom 12. Juni 1776 erklärt zum Beispiel:

“That a well regulated militia, composed of the body of the people, trained to arms, is the proper, natural, and safe defense of a free state; that standing armies, in time of peace, should be avoided as dangerous to liberty; and that, in all cases, the military should be under strict subordination to, and be governed by, the civil power.”

„Eine organisierte Miliz, bestehend aus der Bevölkerung, an Waffen ausgebildet, ist die richtige, natürliche und sichere Verteidigung eines freien Staates. Ein stehendes Heer sollte in Friedenszeiten vermieden werden, weil ein Solches eine Gefahr für die Freiheit darstellt. Auf jeden Fall sollte das Militär unter strenger Kontrolle und Führung durch die zivile Regierung stehen.“

- Die Verfassung von Pennsylvania vom 28. September 1776 besagt im Artikel 13:

“That the people have a right to bear arms for the defence of themselves and the state; and as standing armies in the time of peace are dangerous to liberty, they ought not to be kept up; And that the military should be kept under strict subordination to, and governed by, the civil power.”

„Dass die Bürger das Recht haben, Waffen zu tragen, um sich selbst und den Staat zu beschützen. Dass ein stehendes Heer, weil es in Friedenszeiten eine Gefahr für die Freiheit darstellt, nicht beibehalten werden sollte. Und dass das Militär unter strenger Kontrolle und Führung durch die zivile Regierung stehen müsse.“

- Ähnlich lautende Artikel findet man unter anderen in den Verfassungen von Maryland vom 11. November 1776 (Paragraf 25–27),[11] in der Verfassung North Carolinas vom 18. Dezember 1776 (Paragraf 17)[12] oder von New York vom 20. April 1777.[13]

Solche Rechte waren sicherlich vor dem Hintergrund des amerikanischen Unabhängigkeitskriegs geschaffen worden, wo zunächst freiwillige Milizen das stehende Heer der britischen Krone bekämpften. Diese stellten  die Grundlage für die spätere Kontinentalarmee dar. Die Verfasser solcher Artikel wollten verhindern, dass ein stehendes Heer von Tyrannen für deren Ziele gegen die Bevölkerung missbraucht werden konnte. Als Ziel galt eine wehrhafte Bevölkerung, die sich selber demokratisch in Form von Milizen organisierte. Teile solcher Milizen waren die Minutemen, die innerhalb von Minuten nach einem Einsatzbefehl kampfbereit waren. Dabei handelte es sich um jüngere Bürger, die einer regulären Arbeit, oftmals als Bauern, nachgingen und ihre Waffen zuhause aufbewahrten.
Nach dem Ende des Unabhängigkeitskrieges und der Unterzeichnung des Pariser Friedens 1783 wurden daher die bundesstaatliche Marine (Continental Navy) und Marineinfanterie (Continental Marines) zunächst komplett aufgelöst. Aber schon in der Verfassung von 1789 war die Ermächtigung, „eine Marine vorzuhalten und zu unterhalten“, enthalten (vgl. Geschichte der United States Navy) und in den 1790er Jahren wurden die ersten Fregatten in Dienst gestellt. Das US Marine Corps wurde 1798 ebenfalls neu aufgestellt. Auch die Kontinentalarmee sollte aufgelöst werden. Es verblieben nur kleine Reste, die bundesstaatliche Einrichtungen in West Point (New York) und Fort Pitt (Pittsburgh) überwachen und schützen sollten. Die 1784 zunächst bewilligten 700 Mann wuchsen aber bereits im Indianerkrieg im Nordwestterritorium bis 1793 auf 5.104 Mann an. Jedoch erst nach dem Zweiten Weltkrieg entwickelte sich das heut bekannte große stehende Heer der Vereinigten Staaten, das Berufsheer der sogenannten Regular Army.

## Zusätzliche Gesetze
Am 2. und 8. Mai 1792 wurden Bundesgesetze vom Kongress verabschiedet, welche das Milizwesen der Vereinigten Staaten regelten. Nach diesen Gesetzen waren alle männlichen, weißen, waffentauglichen Bürger im Alter zwischen 18 und 45 Jahren verpflichtet, bei der staatlichen Miliz ihres jeweiligen Bundesstaates mitzuwirken. Es gab Ausnahmen für bestimmte Berufsgruppen. Die Bundesstaaten wurden verpflichtet, für die Aufstellung und Organisation dieser Truppenteile zu sorgen. Vier Mal im Jahr musste geübt werden. Das Gesetz wurde 1862 überarbeitet; als Milizionär galt jeder männliche, waffenfähige Bürger im Alter zwischen 18 und 54 Jahren, unabhängig von der Rasse. Diese Änderung erfolgte vor dem Hintergrund des Amerikanischen Bürgerkrieges. Die Gesetze wurden 1903 durch ein neues Bundesgesetz ersetzt. Im Prinzip wurden in allen Bundesstaaten Nationalgarden geschaffen, wodurch das staatliche Milizwesen abgeschafft wurde. In den meisten Bundesstaaten hatte der Milizionär selbst für seine Bewaffnung zu sorgen. Er musste auf eigene Kosten eine Muskete mit Bajonett und Material für 24 Schuss vorhalten.

## Juristische Debatte
Verschiedene Eigenschaften des Second Amendment werden kontrovers diskutiert. In den Vereinigten Staaten gibt es eine erbitterte gesellschaftliche und juristische Diskussion darüber, ob der Waffenbesitz eingeschränkt werden darf oder nicht. Im Folgenden werden zu einigen umstrittenen Aspekten des Second Amendment die verschiedenen verfassungsrechtlichen Standpunkte dargestellt.
Da es sich beim Second Amendment um einen sehr alten Text handelt, ist die Sichtweise, mit der Juristen und schließlich die Gerichte die Fragestellung angehen, von großer Bedeutung. Originalisten erklären, ein Gesetz könne nur in seinem historischen Kontext interpretiert werden, und man müsse darum entweder erforschen, mit welcher Absicht ein Gesetz verabschiedet wurde oder wie das Gesetz damals verstanden wurde. Umgekehrt vertreten Anhänger einer living constitution („lebendige Verfassung“) die Position, Gesetze seien zeitlos und nicht einem bestimmten gesellschaftlichen Kontext verhaftet. Man könne (und müsse) daher Gesetze bei jeder aktuellen Fragestellung neu interpretieren, um gesellschaftliche und politische Entwicklungen zu berücksichtigen.

### A well regulated militia …
Man kann in den Worten A well regulated militia, being necessary for… eine Zweckbestimmung sehen, da niemals ein Wort eines Gesetzes beschlossen wird, um dann keine Wirkung zu entfalten. Dementsprechend sei die Bewaffnung von Einzelpersonen erlaubt, falls sie dem Zweck dient, eine well regulated militia zu bilden. Dies bedingt, dass die Einzelperson, die sich aufs Recht zum Waffenbesitz und Waffentragen beruft, Mitglied einer solchen Miliz ist.
Die damaligen Milizen sind die Vorläufer der heutigen Nationalgarde der Vereinigten Staaten, und bis 1905 waren diese Milizen die hauptsächlichen Streitkräfte der Vereinigten Staaten. Befürworter einer Schusswaffenregulierung halten daran fest, dass das Second Amendment nur den „organisierten Milizen“ das Recht gibt, Waffen zu tragen. In diesem Sinne können etwa die Armee und die Polizei als „Rechtsnachfolger“ der Milizen angesehen werden, da sie als Einzige offensichtliche Gemeinsamkeiten mit den well regulated militia[s] haben. Allerdings sind heutige Polizisten und die meisten Soldaten in den USA Festangestellte einer Stadt, eines Bezirks bzw. der Regierung; sie sind daher wiederum nicht mit Milizen oder Nationalgardisten zu vergleichen. Eine weitere Unklarheit bringt die Tatsache, dass eigentlich jeder 18- bis 45-jährige Bürger der USA zum Militärdienst aufgeboten werden kann – also „gibt“ es die Milizen noch.
Im Urteilstext von District of Columbia v. Heller (siehe unten) interpretierte der Oberste Gerichtshof den Begriff „well-regulated“ wie folgt:

„Das Adjektiv well regulated impliziert nichts mehr als die Pflicht, eine angemessene Disziplin und Training zu besitzen.“

Ob sich diese „Disziplin“ und „Training“ bloß auf die Pflichten als Waffenbesitzer beschränkt, ist strittig. „Well regulated“ ist zwar ein archaischer Begriff für „trainiert“ und „diszipliniert“, doch der Gründervater Alexander Hamilton versteht im Federalist Nr. 29 unter „well regulated“ auch die Ausbildung in einer militärischen Einheit:

„Ein angemessenes Beherrschen militärischer Manöver ist eine Angelegenheit, die Zeit und Übung erfordert. Für dessen Erreichen genügt nicht ein Tag, und auch nicht eine Woche Zeit.“

Hamilton schreibt auch, dass eine solche Ausbildung wegen des Aufwands und des dabei entstehenden wirtschaftlichen Schadens kaum der generellen Bevölkerung zugemutet werden könne. Es ist anzumerken, dass gerade viele Freizeitmilizen in den USA, in denen interessierte Menschen – zumeist Befürworter des freien Schusswaffenbesitzes – Schusswaffengebrauch und Survival lernen, kaum über eine stabile Führung und geordnete Trainingsprogramme verfügen.
Nach Maßgabe der Klausel a well regulated militia kann das Recht auf Waffenbesitz und Waffentragen von der militärischen Ausbildung oder von einer Einteilung in eine Armee-Einheit abhängig gemacht werden. Wenn man aber unter „militia“ die Gesamtheit der wehrfähigen Bevölkerung versteht, sind diese Bedingungen natürlich hinfällig. Das Bundesgesetz definiert die Angehörigen der „militia“ als able-bodied males at least 17 years of age and (...) under 45 years of age.

### … the right of the people …
Die Verfechter einer liberalen Schusswaffenpolitik berufen sich auf den zweiten Teil, wo offensichtlich dem „Volk“ das Recht gegeben wird, Waffen zu tragen. Dieses Recht dürfe nicht eingeschränkt werden. Diese Gruppierungen neigen allerdings dazu, zu übersehen, dass damals jeder erwachsene, körperlich fähige männliche Bürger ein Angehöriger der Miliz war, so dass die Begriffe militia und people im historischen Zusammenhang des Second Amendment möglicherweise als gleichbedeutend anzusehen sind. Aus diesem Grund, so kann vermutet werden, haben sich die Autoren der amerikanischen Verfassung der Einfachheit halber nicht auf eine Unterscheidung festgelegt.
Waffenbesitzer erklären auch, dass die anderen Artikel der Bill of Rights nur Individualrechte beschreiben würden, also Rechte, die von Einzelpersonen wahrgenommen werden (wie etwa die Redefreiheit oder das Recht auf Verweigerung einer Zeugenaussage), und dass diese Rechte ebenfalls als right of the people bezeichnet werden. Es wäre deshalb nur logisch, dass das Second Amendment hier keine Ausnahme darstellt, demzufolge das Recht auf das Waffentragen nicht nur den Miliz-Verbänden, sondern auch Individuen unabhängig von einer Mitgliedschaft in einer solchen Organisation zustehen würde.
Im Fall United States v. Verdugo-Urquirdez (1990) hat der Supreme Court entschieden, dass der Begriff the people sowohl die Bürger der Vereinigten Staaten als auch Ausländer, die sich legal im Lande aufhalten, umfasst. Allerdings ging es in diesem Fall um die Interpretation des Fourth Amendment. Gegner einer einschränkenden Interpretation behaupten jedoch, dies sei ein klarer Beweis dafür, dass das Second Amendment ein Individualrecht beschreibe.

### … to keep and bear arms …
Auch bei den Worten to keep and bear arms (wörtlich: „Waffen besitzen und tragen“) gibt es Probleme bei deren Interpretation. Eine Interpretation sieht darin das Recht der Zivilbevölkerung, zwecks Verteidigung Waffen zu besitzen. Die entgegengesetzte Meinung besagt, dass das Wort „arms“ selber die Ausrüstung einer Armee bezeichnet.
Im Urteil zum Fall United States v. Emerson (2001) schrieben die Richter des U.S. Court of Appeals of the Fifth Circuit:

„Es gibt vielzählige Vorkommen des Passus 'bear arms' im Zusammenhang mit dem Waffentragen durch Zivilisten. Frühe Verfassungen oder Deklarationen in mindestens zehn Bundesstaaten sprechen vom Recht der „people“, „citizen“ oder „citizens“ ‘to bear arms in defense of themselves and the state’ [„Waffen zu tragen zur Verteidigung ihrer selbst und des Staates“], in solchen oder ähnlichen Worten. Dies reflektiert in schlüssiger Weise, dass der gewöhnliche Gebrauch der Worte 'bear arms' sich in keiner Weise auf das Waffentragen im Militärdienst beschränkte.“

Garry Wills, ein Autor und Geschichtsprofessor der Northwestern University, hingegen sah in den Worten „bear arms“ einen klaren Bezug zum Militär. Er schrieb über den Ursprung des Begriffs „bear arms“:

„Der lateinische Begriff 'arma ferre' ist über gesetzgeberische und andere Kanäle tief in die europäische, kriegsbezogene Sprache eingedrungen. 'Bearing arms' [wortwörtlich „Waffen tragen“] ist ein Synonym fürs Kriegführen, so dass Shakespeare einen 'gerechten Krieg' 'justborne arms' [wörtlich: „gerecht getragene Waffen“] nannte und einen Bürgerkrieg 'self-borne arms' [„selbst-getragene Waffen“]. Auch außerhalb des Begriffs 'bear arms' reflektiert der Gebrauch des Wortes oftmals die lateinischen Ursprünge: 'Sub armis' für 'to be under arms' („unter Waffen stehen“, d. h. Soldat sein), 'arma capere' für 'to take arms' („zu den Waffen greifen“; Mobilmachung), oder 'arma ponere' für 'to lay down arms' („die Waffen niederlegen“; kapitulieren). 'Arms' ist ein Beruf wie jemand das „Gesetz“ oder die „Kirche“ wählt. […] Niemand steht gegen einen Hasen 'unter Waffen'.“

Da der Begriff „arms“ und vor allem „bear arms“ so stark mit dem militärischen Gebrauch verknüpft sei, könne man davon ausgehen, dass der Passus the right of the people to keep and bear Arms bedeutet, das Volk dürfe eine Armee besitzen oder deren Ausrüstung bereithalten.

### Bedeutung des Begriffsarms(„Waffen“)
Im Sprachgebrauch und zeitlichen Kontext des späten 18. Jahrhunderts bezog sich der Begriff arms („Waffen“) auf Steinschlossgewehre, einschüssige Pistolen, Schwerter, Bajonette sowie Kanonen und analoge Geschütze. Dies sind alle Waffen, die es zur damaligen Zeit gab. Befürworter einer einschränkenden Gesetzgebung behaupten deshalb, dass sich die Intention des Second Amendment nur auf den Besitz dieser Waffen bezieht und der Besitz anderer Waffen, insbesondere modernerer Neuentwicklungen, nicht geschützt sei. Demzufolge wären alle Akteure, ziviler sowie militärischer Art, auf das ausschließliche Besitzen und Tragen genau dieser Waffen beschränkt. Andererseits, bei einer wortwörtlichen, nicht auf den zeitlichen Kontext bezogenen Auslegung des Second Amendment, wäre ansonsten auch der Besitz von Schusswaffen wie z. B. automatischen Gewehren, aber auch Granat- und Raketenwerfern, Sprengstoffen und jeglichen Massenvernichtungswaffen wie Atombomben und Giftgas, nicht nur für Angehörige des Militärs, sondern auch für Privatpersonen freizugeben.
Kritiker der Argumentation, die den Fokus auf den Sprachgebrauch im historischen Kontext setzt, wenden ein, dass dieser Logik folgend das First Amendment die Presse- und Meinungsfreiheit nur bei Verwendung von Buchdruck und Pferdekutschen schützen würde. Die freie Nutzung von neueren Entwicklungen wie Radio, Fernsehen und Internet wäre dann analog zur oben beschriebenen Argumentation nicht vom First Amendment garantiert. Der Oberste Gerichtshof hat diese Argumentation in DC v. Heller übernommen und das Argument, nur historische Waffen seien geschützt, als „ans Alberne grenzend“ (“bordering on the frivolous”) abgelehnt. 2016 wurde diese Haltung in Caetano v. Massachusetts bestätigt, wo das Gericht einstimmig entschied, dass auch Elektroimpulswaffen vom 2. Verfassungszusatz geschützt sind.

### Historischer Kontext nach Auffassung des Obersten Gerichtshofs
Im späten 18. Jahrhundert garantierte das Second Amendment den Besitz von Waffen durch Angehörige einer Miliz. Jeder männliche Bürger der Vereinigten Staaten war ein solcher Angehöriger. Da die Waffen vom einzelnen Milizsoldaten gepflegt und aufbewahrt wurden, wurde – laut der Urteilsbegründung von United States v. Miller (1939) – ein Gesetz notwendig, das dem Miliz-Angehörigen den Besitz seiner persönlichen Waffe garantiert. Der Verlust der Waffe war nämlich mit dem Ausschluss aus der Miliz verbunden, was in der Folge zu einem Prestigeverlust des Soldaten führte. Außerdem bestand die gesamte amerikanische Armee zu jener Zeit ausschließlich aus Milizionären. Die Bewaffnung der Streitkräfte sollte so sichergestellt werden.
Dem gegenüber steht die Argumentation desselben Gerichts 2008 in District of Columbia v. Heller. Das Gericht bezog sich in seiner von Richter Antonin Scalia verfassten Entscheidung ausführlich auf historische Positionen aus der Zeit der Verfassungsgebung und kam zum Schluss, dass die damaligen Texte von einem individuellen Recht zum Tragen von Waffen insbesondere zum Zweck der Selbstverteidigung ausgingen.
Diese Auffassung wird in der Fachliteratur heftig diskutiert. Insbesondere zeigen Kommentare, dass historische Texte zu verschiedenen Zeiten unterschiedlich interpretiert wurden. Die Texte wurden demnach erst seit den 1960er Jahren in nennenswertem Umfang so verstanden, dass sie ein individuelles Recht auf Waffenbesitz zur Selbstverteidigung zum Inhalt haben.

## Wichtige Urteile im Zusammenhang mit demSecond Amendment

### United States v. Cruikshank(1875)
Im April 1873 tötete während einer hart umkämpften Gouverneurswahl im US-Bundesstaat Louisiana die dem Ku-Klux-Klan nahestehende rassistische Gruppierung White League über 100 Schwarze. Nach diesem Colfax-Massaker – benannt nach dem Dorf Colfax, wo es stattfand – wurden der Anführer Cruikshank und andere Rädelsführer wegen Verstößen gegen das Enforcement Act von 1870 verurteilt. Dieses Gesetz erhebt die Handlungen, die die Ausübung von Grundrechten verhindern, zu einem Verbrechen.
Konkret wurden Cruikshank und seine Mitverschwörer wegen 32 Verstößen angeklagt, unter anderem, weil sie das Recht der Schwarzen, Waffen besitzen zu können, ablehnten. Der Supreme Court befand, dass das Second Amendment nur die Kompetenz des US-Kongresses, das Tragen von Waffen einzuschränken, beschränke und nicht jene von Individuen wie Cruikshank. Deshalb konnte der Staat Louisiana nicht dazu gezwungen werden, das Recht auf das Tragen von Waffen durchzusetzen. Mittels des Enforcement Acts als eines Gesetzes der Bundesregierung konnte die Vereitelung der Grundrechte durch den Ku-Klux-Klan nicht bestraft werden. Des Weiteren entschied das Oberste Gericht, dass das Recht, Waffen zu tragen, bereits vor der Verfassung existiert habe und somit hinsichtlich seiner Existenz unabhängig von der Verfassung sei.

### Presser v. Illinois(1886)
In diesem Fall hat das Supreme Court die Haltung im Fall Cruikshank nochmals bekräftigt – nämlich dass das Second Amendment für sich allein betrachtet nur die Bundesregierung daran hindere, den Waffenbesitz einzuschränken, nicht jedoch die Bundesstaaten. Es hat allerdings einschränkend ein vom Second Amendment unabhängiges Argument gegen die Einschränkung des Waffenbesitzes durch Gesetze der Bundesstaaten genannt:

„[…] Die Staaten können nicht, auch wenn die verfassungsrechtliche Garantie zu diesem Punkt nicht betrachtet wird, die Bevölkerung [the people] vom Besitzen und Tragen von Waffen abhalten, weil dies die Fähigkeit der Vereinigten Staaten, die öffentliche Sicherheit zu gewährleisten und die Möglichkeit der Menschen [wiederum the people], ihre Pflichten gegenüber der Regierung zu erfüllen, einschränken würde. […]“

In diesem Fall von 1886 muss man sich darüber im Klaren sein, dass es dazumal noch Milizen gab. Diese wurden im Notfall vom Gouverneur dazu eingesetzt, um im betreffenden Bundesstaat die öffentliche Ordnung wiederherzustellen, sollten die regulären Polizeikräfte überfordert sein. Die Dienstleistung in der Miliz kann als Pflichterfüllung gegenüber der Regierung verstanden werden.

### United States v. Miller(1939)
Bis zum Fall District of Columbia v. Heller (2008, siehe unten) wurde das Second Amendment – als hauptsächliche Argumentationsbasis – in einem einzigen Gerichtsfall angewendet, nämlich in United States v. Miller (1939). Zwei Männer, Jack Miller und Frank Layton, waren des Bankraubs verdächtigt und wurden von der Polizei beschattet. Sie wurden verhaftet, als sie mit einer nicht registrierten, abgesägten Schrotflinte („short-barreled shotgun“) die Grenze zwischen zwei US-Bundesstaaten überschritten.
Sie verstießen damit gegen den National Firearms Act von 1934, der nach dem Valentinstag-Massaker verabschiedet wurde. Das Gesetz verlangte die Registrierung von gewissen Typen von Schusswaffen sowie eine Abgabe von 200 US-Dollar Gebühren, die bei Anmeldung und Verkauf der Waffe fällig wurde. Die $ 200 wurden als eine verbietende Maßnahme verstanden, weil eine typische Schusswaffe weniger als $ 10 kostete.
Miller sah den National Firearms Act als eine Maßnahme, welche dem Second Amendment direkt widerspricht, weil sie den Besitz von Schusswaffen verhindere. Im erstinstanzlichen Verfahren bekam Miller Recht, weil er aufgrund des Second Amendment Waffen besitzen dürfe. Der damalige Justizminister (Attorney General) der Vereinigten Staaten appellierte an den Supreme Court und hielt unter anderem folgende Punkte fest:
- Das Second Amendment schützt nur den Besitz von militärischen Waffen, die für den Gebrauch in einer organisierten Miliz geeignet sind
- und die „doppelläufige Stevens-Schrotflinte, Kaliber 12, mit einer Lauflänge von weniger als 18 Zoll, mit der Identifikationsnummer 76230“ wurde nie in irgendeiner Miliz-Organisation eingesetzt.

Da Miller zwischenzeitlich verstorben war und niemand seine Anwälte bezahlte, blieben diese der Verhandlung vor dem Obersten Gerichtshof fern, so dass der Attorney General automatisch Recht bekam. Der Supreme Court hob das erstinstanzliche Urteil auf und erklärte, dass der National Firearms Act mit dem Second Amendment nicht im Konflikt stehe. Nach Auffassung des Obersten Gerichtshofs sei nur der Besitz militärischer Waffen von der Verfassung geschützt, und die Schrotflinte von Jack Miller sei kein Bestandteil der ordentlichen militärischen Ausrüstung und könne nicht zur „allgemeinen Verteidigung“ verwendet werden.
Die von Richter McReynolds verfasste Mehrheitsmeinung des Gerichts (siehe Weblinks) enthält eine Reihe von interessanten Informationen über den historischen Kontext des Second Amendment.

### District of Columbia v. Heller(2008)
Am 26. Juni 2008 verkündete der Oberste Gerichtshof sein Urteil im Fall District of Columbia v. Heller. Zum ersten Mal beschäftigte sich der Supreme Court mit der Frage, ob das Recht auf das Tragen bzw. den Besitz von Waffen ein Individualrecht des Bürgers sei, oder ob es bloß den Waffenbesitz der Mitglieder staatlich organisierter Milizen garantiere.
Im konkreten Fall wollte Dick Heller, ein privat angestellter Sicherheitsfachmann aus Washington, D.C., seine Pistole zu Hause aufbewahren. Er ersuchte um eine Genehmigung dafür, wurde aber wegen des Firearms Control Regulations Act (1975) abgewiesen. Robert A. Levy, ein Mitglied des libertären Cato Institute, begann 2002, ein Exempel zu suchen, um das Firearms Control Regulations Act durch einen Richterspruch zu Fall zu bringen, und fand so Heller. Levy finanzierte die Prozesse aus seinem Privatvermögen.
Die Entscheidung räumt dem Bürger das Recht auf Waffenbesitz und grenzt staatliche Einschränkungen ein. Das Urteil ist kontrovers – es wurde mit 5 gegen 4 Stimmen gefällt – und einschließlich der Minderheitsbegründung etwa 150 Seiten lang.
Zitat von Richter Antonin Scalia:

“In sum, we hold that the District's ban on handgun possession in the home violates the Second Amendment, as does its prohibition against rendering any lawful firearm in the home operable for the purpose of immediate self-defense.”

„Zusammengefasst erachten wir das Verbot des Distrikts [hier: District of Columbia], Handfeuerwaffen zu Hause zu besitzen, als einen Widerspruch zum zweiten Verfassungszusatz; ebenso das Verbot, jede gesetzlich erlaubte Schusswaffe zu Hause für die unmittelbare Selbstverteidigung gebrauchsbereit zu halten.“

Das Firearms Control Regulations Act verbietet Privatpersonen den Besitz von Schusswaffen zu Hause. Ausgenommen davon sind lediglich Dienstwaffen ehemaliger und aktiver (Polizei-)Beamter sowie Schusswaffen, die vor 1975 registriert wurden; diese mussten entweder demontiert oder mit einer Abzugssperre versehen sein. Nach der Meinung des Supreme Court ist aber der Besitz einer Waffe, die sofort einsatzbereit ist und zur Selbstverteidigung einer Privatperson dient, vom Second Amendment ausdrücklich erlaubt. Das Gericht basierte den Entscheid auf vier grundlegende Annahmen:
- Die Formulierung „the people“ bedeute ausdrücklich die Bevölkerung der Vereinigten Staaten, weil die Verfassung ein Dokument sei, welches sich ausdrücklich an das Volk richtet und von diesem verstanden werde.
- „Militia“ beschreibe die Gesamtheit aller Männer, die physisch in der Lage sind, sich gemeinsam zu verteidigen – daher bestehe kein grundlegender Widerspruch zum Begriff „people“.
- Historisches Material stütze den neuerlichen Entscheid, weil analoge Regelungen schon in den Verfassungen der Einzelstaaten und vor dem Second Amendment bestanden.
- Keiner der drei vorherigen Entscheide (United States v. Cruikshank 1875, Presser v. Illinois 1886, United States v. Miller 1939) nehme den aktuellen Richterspruch vorweg.

Die Sondervoten der Richter John Paul Stevens und Stephen Breyer greifen diese Argumentation von zwei Seiten an. Stevens geht davon aus, dass aus der Erwähnung der „militia“ im Second Amendment eine Zweckbestimmung folgt. Das Recht, Waffen zu besitzen und zu tragen, wird nur zu militärischen und nicht zu zivilen Zwecken eingeräumt. Stevens stützt seine Argumentation auf folgende Punkte:
- Aus Wortlaut, Entstehungsgeschichte und historischem Kontext gehe hervor, dass es den Verfassungsvätern darum ging, der Bedrohung der einzelstaatlichen Souveränität durch ein stehendes Heer des Bundes entgegenzuwirken (vgl. 13. Artikel der Virginia Declaration of Rights).
- Mit den Urteilen des Supreme Court in Sachen United States v. Cruikshank, Presser v. Illinois und United States v. Miller seien Präzedenzfälle geschaffen worden, denen zufolge der Waffenbesitz staatlich reguliert werden kann und das Second Amendment nur den Besitz von Waffen für militärische Zwecke schützt.

Breyer argumentiert, dass – unterstellt man, das Second Amendment schütze auch den Waffenbesitz für private Zwecke – die gesetzliche Regelung in Washington, D.C. als Maßnahme zur Bekämpfung der Gewaltkriminalität als verhältnismäßige Einschränkung des Second Amendment nicht verfassungswidrig ist. Besitz und Tragen von Waffen war, aus unterschiedlichen Gründen, in größeren Städten bereits in der Kolonialzeit streng reglementiert. Einschränkungen des Second Amendments im Interesse der öffentlichen Sicherheit müssen daher zulässig sein.
Unmittelbar nach seiner Verkündung wurden Klagen gegen Staaten, Kreise und Gemeinden eingereicht, in denen Waffenverbote galten; eine der ersten Klagen war McDonald v. Chicago. Der Beklagte, der District of Columbia, änderte aufgrund des Urteils sein Waffenrecht im Firearms Control Emergency Amendment Act of 2008. Darin wurde eine Registrierungspflicht für alle Schusswaffen eingeführt und der Besitz aller halb-automatischen Waffen, die durch ein Magazin von unten beladen werden, wegen ihrer Nähe zu automatischen Waffen verboten. Zudem wurde mittels gewerberechtlichen Bestimmungen der Vertrieb von Waffen stark begrenzt. Im Juli 2014 hob ein Bundesgericht das allgemeine Verbot des verdeckten Tragens von Handfeuerwaffen im D.C. als unvereinbar mit dem 2. Verfassungszusatz auf. Daraufhin führte der District of Columbia einen Genehmigungsprozess für das Mitführen von Handfeuerwaffen ein.

### McDonald v. Chicago(2010)
Die Stadt Chicago beschränkte in einer Verordnung aus dem Jahr 1982 den Besitz von Handfeuerwaffen auf Personen, die von der Stadt hierfür eine Lizenz erhalten hatten. Gleichzeitig wurde das Erteilen dieser Lizenz für fast alle Arten von Waffen, darunter auch Gewehre und Schrotflinten, untersagt. Otis McDonald klagte als Einwohner der Stadt im Jahr 2008 vor dem zuständigen Bundesbezirksgericht erfolglos gegen diese Verordnung. Gegen die Entscheidung legte McDonald beim Court of Appeals for the Seventh Circuit erfolglos Rechtsmittel ein. Das Gericht begründete seine Entscheidung mit der Feststellung, dass der 2. Zusatzartikel als Teil der Bundesverfassung nur den Bund, nicht aber die einzelnen Bundesstaaten oder einzelne Gemeinden binde. Daher könne die Verordnung der Stadt Chicago nicht verfassungswidrig sein. Gegen diese Entscheidung legte McDonald Rechtsmittel beim Obersten Gerichtshof der Vereinigten Staaten ein.
In seiner am 28. Juni 2010 veröffentlichten Entscheidung entschied der Oberste Gerichtshof letztlich zugunsten des Klägers. Ähnlich wie die anderen Zusatzartikel der Bill of Rights ist auch der zweite Artikel auf Bundesstaaten und deren untergeordnete, politisch selbstverwaltete Verwaltungseinheiten anzuwenden. Grundlage hierfür sind die Bestimmungen des später verabschiedeten 14. Zusatzartikels, der allen Menschen in den Vereinigten Staaten dieselben Rechte garantierte. Voraussetzung dafür sei nach Ansicht des Gerichtshofs, dass ein Recht „fundamental“ oder „tief in der Geschichte und den Traditionen unserer Nation verwurzelt“ sei. Diese Formulierung wurde aus dem Fall Duncan v. Louisiana übernommen, in dem die Anwendbarkeit des ebenfalls zur Bill of Rights gehörenden 6. Zusatzartikels auf die Bundesstaaten festgestellt wurde. Gegenteilige Regelungen in Cruikshank und Presser wurden damit aufgehoben.
Der Gerichtshof hat den Fall mit dieser Entscheidung an das untergeordnete Gericht zur erneuten Verhandlung zurückverwiesen. Am 11. September 2013 beschloss die Stadt Chicago, das verdeckte Tragen zu gestatten.

### Caetano v. Massachusetts(2016)
Jamie Caetano hatte einen tätlichen Angriff ihres stalkenden Ex-Freunds dadurch abgewehrt, dass sie eine Elektroimpulswaffe zog und ihm damit drohte. Da diese Waffen im Bundesstaat Massachusetts verboten waren, wurde sie verhaftet und aufgrund illegalen Waffenbesitzes verurteilt. Der oberste Gerichtshof des Bundesstaates hielt dabei fest, dass Elektroimpulswaffen nicht vom 2. Verfassungszusatz geschützt seien, da zum Zeitpunkt der Annahme dieses Artikels keine vergleichbaren Waffen existierten. Caetano legte beim Obersten Gerichtshof Berufung ein, der dieser per curiam einstimmig stattgab (577 U.S. 411 (2016)): Gemäß der Entscheidung des Gerichts erstreckt sich der 2. Verfassungszusatz prima facie auf alle tragbaren Waffen, inklusive derer, die zum Zeitpunkt seiner Annahme nicht existierten („The Second Amendment extends, prima facie, to all instruments that constitute bearable arms, even those that were not in existence at the time of the founding“). Diese Entscheidung führte in der Folge dazu, dass der oberste Gerichtshof des Bundesstaates in Ramirez v. Commonwealth das Verbot von Elektroimpulswaffen aufhob.

### NYSRPA v. Bruen(2022)
Der Bundesstaat New York verlangt als Bedingung für das Tragen verborgener Waffen in der Öffentlichkeit eine Bewilligung, für deren Erteilung eine „angemessene Begründung“ (proper cause) verlangt wurde. Ein normales Bedürfnis zur Selbstverteidigung war dazu explizit nicht ausreichend. Die New York State Rifle & Pistol Association (NYSRPA) sowie zwei individuelle Kläger, deren Gesuche abgelehnt worden waren, reichten dagegen eine Klage ein, die sowohl vom United States District Court als auch vom United States Court of Appeals für den 2. Distrikt abgelehnt wurde. Die Kläger wandten sich an den Obersten Gerichtshof, der den Fall annahm. Die mündliche Verhandlung erfolgte am 3. November 2021.
In der am 23. Juni 2022 veröffentlichten Entscheidung entschied das Gericht zugunsten der Kläger: Der 2. Zusatzartikel garantiert gemäß Bruen ein individuelles Recht, in der Öffentlichkeit eine Waffe zu tragen. Die Behörden dürfen dafür nach wie vor eine Bewilligung verlangen, jedoch dürfen die Bedingungen zur Erteilung einer solchen Bewilligung den Behörden keinen Ermessensspielraum mehr einräumen (may-issue): Ein Bewerber, der die gesetzlichen Voraussetzungen erfüllt, hat also automatisch ein Recht darauf, eine solche Bewilligung zu erhalten (shall-issue). Neben New York hatten die Bundesstaaten Kalifornien, Hawaii, Maryland, Massachusetts, New Jersey und Rhode Island zum Zeitpunkt des Urteils Gesetze, die den Behörden einen Ermessensspielraum beim Erteilen solcher Bewilligungen zugestanden; diese Bestimmungen wurden durch das Urteil aufgehoben.
Neben der Entscheidung zur praktischen Frage formulierte die Mehrheit in Bruen außerdem einen neuen Test zum Beurteilen der Verfassungsmäßigkeit von Gesetzen zum Waffenbesitz: Der seit Heller und McDonald von den Gerichten in der Praxis angewandte zweiteilige Test, der die Interessen des Gesetzgebers gegen die Interessen des Bürgers abwägt (intermediate scrutiny) wird explizit verworfen. Das Gericht ging noch über die engere strict scrutiny hinaus und entschied, dass als Test ausschließlich der Verfassungstext in Verbindung mit allfälligen zum Zeitpunkt der Annahme des 2. und 14. Verfassungszusatzes geltenden Einschränkungen entscheidend ist (Text and History).